# Охангвена
Охангвена (на английски: Ohangwena) е един от тринадесетте региона на Намибия. Административен център е град Енхана. Площта му е 10 706 квадратни километра, а населението – 245 446 души (по преброяване от август 2011 г.). Северните и западните му части са по-гъсто населени спрямо останалите. Основното препитание на населението е селското стопанство. Важна култура е просото. Добре развито е и отглеждането на говеда. Отглеждането на растителни култури в региона силно е повлияно от количеството на
падащите валежи.
По-големите населени места тук са свързани с добре изграден павиран път. Той започва от границата с Ангола и завършва при границата със съседния регион Ошана. От там пътят прераства в главен път Ошакати – Цумеб. Източната част на региона има добри пасища за добитък, но засушливостта му и лошата инфраструктура го правят по-слабо обитаем. Планираното изграждане на път до административния център на съседния регион Окаванго град Рунду ще позволи да се развие икономическият потенциал на тази част от Охангвена.
- На север регионът граничи с Ангола и по-точно с провинциите Кунене и Куандо Кубанго.
- Окаванго е на изток.
- Ошикото е на юг.
- Ошана е на югозапад.
- Омусати е на запад.

Регионът е разделен на десет избирателни окръга: Онгенга, Енгела, Ошиканго, Ондобе, Енхана, Омундаунгило, Оконго, Охангуена, Ендола и Епембе.